# Pablo Brägger
Pablo Dominic Brägger (* 27. November 1992 in Kirchberg SG) ist ein Schweizer Kunstturner. Sein bisher grösster Erfolg ist der Gewinn der Goldmedaille am Reck bei den Turn-Europameisterschaften 2017 am Reck in Cluj-Napoca. Zuvor gewann er bereits die Bronzemedaille am Boden bei den Turn-Europameisterschaften 2015 in Montpellier.